# Paweensuda Drouin
Pour les articles homonymes, voir Drouin.
Paweensuda Drouin est une mannequin thaïlandaise, née le 12 octobre 1993 à Bangkok. Élue Miss Univers Thaïlande 2019 puis classée dans le Top 5 de Miss Univers 2019.